# Kozrav I.
Kozrav I. (srednjeperzijsko 𐭧𐭥𐭮𐭫𐭥𐭣𐭩; perzijsko خسرو, perzijska izgovorjava: [xosˈroʊ̯], s tradicionalnim epitetom Anuširvan (انوشيروان, 'nesmrtna duša', perzijska izgovorjava: [ænuːʃi: rˈvɔːn]), sasanidski kralj kraljev Irana med leti 531 in 579, * 501, Ardestan, Sasanidski imperij, † 579, Ktezifon, Sasanidski imperij. 
Bil je sin in naslednik Kavada I. (vladal 488–496 in 498–531).
Kozrav I. je leta 532 po iberski vojni podedoval obnovljeni imperij in sklenil premirje z Bizantinskim cesarstvom, s katerim je bizantinski cesar Justinijan I. Sasanidskemu cesarstvu plačal 11.000 funtov zlata. Kozrav se je nato osredotočil na utrditev svoje moči in usmrtitev zarotnikov, vključno s svojim stricem Bavijem. Leta 540 je na prigovarjanje odposlancev Ostrogotov in zaradi lastnega nezadovoljstva z dejanji bizantinskih podložnikov in Gasanidov prekršil mirovno pogodbo in vojno Bizantincem. Osvojil je Antiohijo. Leta 541 je napadel Laziko in jo cesarstvu priključil kot iranski protektorat, s čimer je sprožil laziško vojno. Leta 545 sta se imperija dogovorila, da bosta med nadaljevanjem laziške vojne ustavila vojne v Mezopotamiji in Siriji. Leta 557 je bilo sklenjeno premirje, do 562 pa petdesetletna mirovna pogodba.
Leta 572 je Justin II., naslednik Justinijana I., prekršil mirovno pogodbo in poslal bizantinske sile v sasanidsko območje Arzanene. Naslednje leto je Kozrav I. oblegal in zajel pomembno bizantinsko trdnjavo Dara, zaradi česar je Justin II. ponorel. Vojna je trajala do leta 591. Kozravove vojne se niso bojevale le na zahodu. Na vzhodu je v zavezništvu z Gokturki premagal Heftalite, ki je v 5. stoletju Sasanidom povzročilo nekaj porazov in ubilo Kozravovega deda Peroza I. Na jugu so perzijske sile pod vodstvom Vahreza premagale Aksumite in osvojile Jemen.
Kozrav I. je bil znan po svojem značaju, vrlinah in znanju. V svoji ambiciozni vladavini je nadaljeval očetov projekt velike socialne, gospodarske in vojaške reforme imperija, povečal blaginjo in prihodke, ustanovil poklicno vojsko ter ustanovil ali obnovil številna mesta in palače. Zanimali sta ga književnost in filozofija, pod njegovo vladavino sta v Perziji cveteli umetnost in znanost. Kozrav je bil najbolj ugleden sasanidski kralj, njegovo ime pa je postalo prispodoba za Sasanide. Zaradi svojih dosežkov je bil proglašen za novega Kira.
V času njegove smrti je Sasanidsko cesarstvo doseglo svoj največji obseg po vladanju Šapurja II., raztezalo se je od Jemna na zahodu do Gandare na vzhodu. Nasledil ga je sin Hormzid IV.

## Rojstvo in zgodnje življenje
Kozrav se je rodil med letoma 512 in 514 kot najmlajši sin iranskemu cesarju Kavadu I. Leta 520 je Kavad, da bi zagotovil nasledstvo Kozrava, katerega nasledstvo sta ogrožala njegov brat in mazdakiti, predlagal, da ga posvoji cesar Justin I. Predlog sta sprva z navdušenjem pozdravila bizantinski cesar in njegov nečak Justinijan, vendar je Justinov svetovalec temu nasprotoval, saj ga je skrbel morebiten kasnejši prevzem oblasti. Bizantinci so tako Kozrava I. imeli za barbara, nadaljnja pogajanja niso bila uspešna. Zaradi bizantinske zavrnitve se je odnos med Bizantinci in Kozravom poslabšal.